# Паскаљевић
Паскаљевић је српско презиме са значењем „син Паскалов “.
Презиме се може односити на следеће особе:
- Михајло Бата Паскаљевић (1923–2004), глумац
- Горан Паскаљевић (1947), филмски редитељ